# Alkalimetal
Alkalimetaller er de grundstoffer i det periodiske system, der står i første hovedgruppe:
- Lithium
- Natrium
- Kalium
- Rubidium
- Cæsium
- Francium

I ren form fremtræder alkalimetallerne som skinnende, og med undtagelse af det let gyldne cæsium, sølvhvide metaller med lav massefylde. De er bløde og formbare metaller, men samtidig meget reaktionsivrige; de iltes ("ruster") meget hurtigt, og kan i nogle tilfælde endda eksplodere, hvis de kommer i kontakt med f.eks. vand.

## Alkalimetallernes kemi
Det kemiske fællestræk for alkalimetallerne er, at de har én elektron i deres yderste skal. Da atomer generelt "foretrækker" at have den yderste elektronskal fyldt op med elektroner ligesom ædelgasserne har det, er alkalimetallerne meget "ivrige" efter at slippe af med den enlige elektron i den yderste skal og blive til en positiv ion. Sker det, er den yderste elektronskal "tømt" for elektroner, så nu fremtræder den fyldte, næst-yderste elektronskal som alkalimetal-atomets "nye" yderste elektronskal.
Denne "iver" efter at komme af med elektronen i den yderste elektronskal gør alkalimetallerne meget reaktionsvillige; man finder dem aldrig som rent eller "frit" metal i naturen, men altid i kemiske forbindelser sammen med andre stoffer. Hvis man opbevarer et alkalimetal omgivet af almindelig atmosfærisk luft, eroderer det meget hurtigt. For at undgå dette, opbevares alkalimetaller nedsænket i mineralsk olie, så luften ikke kan få adgang til metallet.
Alkalimetaller reagerer også med vand og danner derved gasformig brint samt et stærkt basisk hydroxid: Betegnelsen "alkalimetaller" kommer af alkalisk, som er et ældre danske ord for basisk: Alkalimetaller er "basiske metaller". Alkalimetallernes reaktioner med vand bliver mere voldsomme, jo længere nede i det periodiske systems perioder alkalimetallet står: Lithium får ganske langsomt et "overtræk" af bittesmå brint-bobler, natrium og kalium "bruser" i vand omtrent som man kender det fra brusetabletter, ved større mængder eksploderer det, så det er noget man kan få en fysiklærer til at udføre, men det bør man aldrig udføre selv. Rubidium og cæsium eksploderer meget kraftigt, så snart de kommer i kontakt med vand!

### Opløsning i ammoniak
Alkalimetaller kan opløses i ammoniak, hvor alkalimetal-atomerne "færdes" som positive ioner: Disse ioner fylder mere end ammoniakken og metallet gjorde "hver for sig", så opløsningen ender med at fylde mere end summen af metalprøvens og den oprindelige ammoniaks rumfang. Det opløste alkalimetal giver i første omgang væsken en blå farve og paramagnetiske egenskaber, mens mættede opløsninger er gyldne eller brune.

### Brint som alkalimetal
Selv om brint også står i første hovedgruppe, kategoriseres dette grundstof som et ikke-metal. Det skyldes at brint på væsentlige punkter opfører sig anderledes end de andre grundstoffer i hovedgruppe 1: Brint findes frit i naturen (især ude i verdensrummet), og danner molekyler "i par": H2 – noget som ingen af de øvrige stoffer i hovedgruppe 1 kan.
Men under ekstremt højt tryk, som man f.eks. finder det dybt inde i planeten Jupiter, optræder brint som et metallisk stof, med kemiske egenskaber der "passer ind" i mønsteret for de øvrige alkalimetaller. I brintbomber vil en atombombe generere et tryk, der danner metallisk brint.